# Pantryküche

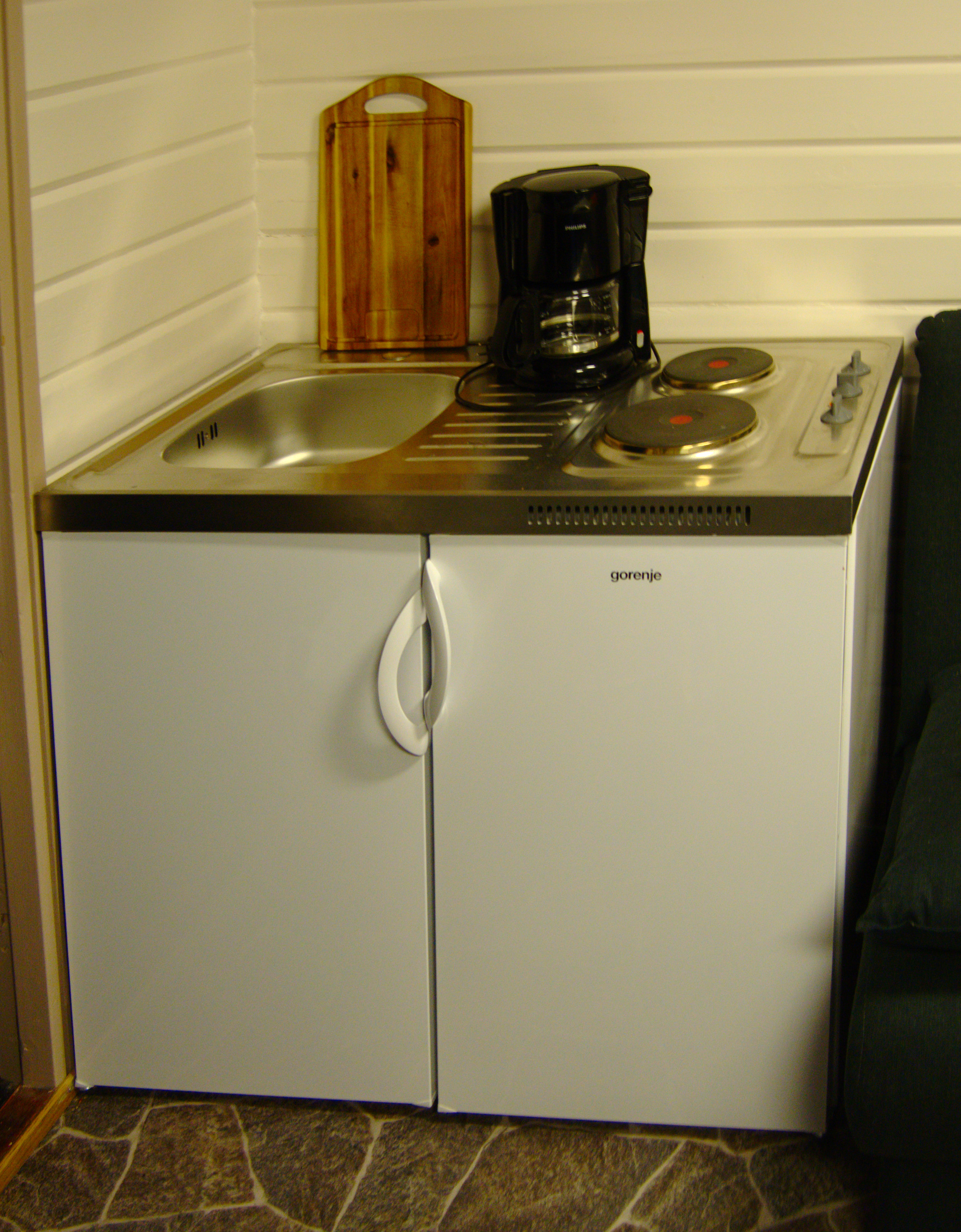
Typische Pantryküche aus einem Bauteil, wie sie in Miet- und Ferienwohnungen häufig vorkommt – es fehlt allerdings (untypischerweise) der Wasserhahn.

Unter einer Pantryküche (auch als Miniküche, Schrankküche, Minibar  oder Kitchenette bezeichnet) wird eine kleine Einbauküche verstanden. 

## Eigenschaften
Pantryküchen sind meist zwischen 0,90 und 1,20 Meter breit, seltener auch bis zu 1,60 Meter. Sie bestehen in der Regel aus einer Spüle, zwei Kochstellen sowie häufig noch einem kleinen Kühlschrank. Seltener ist eine Ausstattung mit Mikrowellenherden, Backöfen oder Spülmaschinen. Pantryküchen sind meist in Apartments und Ferienwohnungen, seltener auch in Hotels zu finden. Außerdem werden Pantryküchen auch auf Kajütenbooten, in Wohnwagen und Wohnmobilen eingebaut.

## Hotels
In Hotelzimmern werden diese oft als Minibar oder Kitchenette bezeichnet und beinhalten einen Kühlschrank, eine Mikrowelle, mindestens eine Herdplatte und manchmal auch eine Waschgelegenheit. Sie erlauben dem Gast eine gewisse Eigenversorgung.